# 棒金
棒金是將棋的戰法之一。是對抗石田流居飛車方的戰法。如果後手組石田流的話就▲3八金〜▲2七金〜▲2六金把金將送往前線。除了作為一般對抗石田流的方法，亦有被用來對付轉飛車。
因為金將通常是用作防禦的，最好不要把金將運往前線是將棋中的常識，然而「棒金」就是一個例外。其他的例子也有例如對付轉飛車的凧金戰法、對付牛角銀中飛車將金將從第5行派出的4六金戰法，都是把金將用於攻擊。另外，阪田流向飛車也有振飛車使用棒金，用金將來逆襲對方飛車的手段。
把金將送往前線的戰法目的通常具有封住敵人、讓對手難以活用棋子的意圖。因為石田流是較具攻擊性的陣型，當飛車被配置至在前線時，作為退路的△3三（或▲7七）卻常常有被塞住的時候，也因此面對棒金時飛車幾乎無路可逃，幾乎可說是束手無策。也許會有人覺得改用棒銀也沒問題，不過金將可以橫向移動的這一點可說是用於封鎖敵人時最大的不同。
關於將金將送往前線的戰法是否也對其他戰法有效、還有為甚麼這種下法沒有被一般化這兩點疑問，風險是最大的原因。如果失敗的話不僅僅只是送一枚金將給對手而已，在終盤時也會陷入自己的圍玉少了一枚金將的窘境。另外，從金將、銀將初期的位置來看，把右邊的銀將用作圍玉要花更多手，使得活用右銀的方法顯得格外困難，更慘的情況則是以零散的配置直接迎向終盤。再說，金將無法斜向後退，雖然堅實卻缺乏柔軟性，[[銀將則是剛好相反。因此，在強調臨機應變的前線中派出金將實在不是件好事。然而正是這點，對於飛車沒有退路、常常採取速攻的石田流來說，這金將的堅實卻變成了讓它既無法展開攻擊也無力招架的原因。
雖然因為上述理由石田流已逐漸衰退，振飛車黨的久保利明、鈴木大介等也想出了對策，大致保持了均衡。